# اندی فرمپتون
اندی فرمپتون (انگلیسی: Andy Frampton؛ زادهٔ ۳ سپتامبر ۱۹۷۹) بازیکن فوتبال اهل بریتانیا است.
از باشگاه‌هایی که در آن بازی کرده‌است می‌توان به باشگاه فوتبال کریستال پالاس، باشگاه فوتبال سوئیندون تاون، باشگاه فوتبال گیلینگام، باشگاه فوتبال ای‌اف‌سی ویمبلدون، باشگاه فوتبال میلوال، باشگاه فوتبال برنتفورد، و باشگاه فوتبال لیتون اورینت اشاره کرد.